# Krassimir Kyurkchiysky
Krassimir Tsvetanov Kyurkchiysky (født 22. juni 1936 i Trojan, Bulgarien - død 15. december 2011) var en bulgarsk komponist og dirigent.
Kyurkchiysky studerede komposition på State Academy of Music i Sofia hos Pancho Vladigerov. Tog herefter til Moskva hvor han studerede hos Dmitrij Sjostakovitj. Han har skrevet en symfoni, orkesterværker, kammermusik, 2 operaer, en ballet, 2 klaverkoncerter, vokalværker, korværker, filmmusik etc.
Kyurkchiysky arbejdede som dirigent for mange bulgarske orkestre såsom Ensemble for Traditional Song and Dance og Ensemble for Traditional Song på bulgarsk tv og radio. Han levede ved siden af disse job som freelance komponist.

## Udvalgte værker
- Symfoni-Requiem (1966) - for orkester
- Symfoni koncertante (1960) - for cello og orkester
- Koncert (1976) - for orkester
- 2 Klaverkoncerter (1985-1999) - for klaver og orkester
- Violinkoncert (1999) - for violin og orkester
- Adagio (1959) - for strygere
- Variation over et tema af "Händel"  (1984) - for orkester
- Gedehornet (1980) - ballet